# Antocha (Orimargula) brevifurca
Antocha (Orimargula) brevifurca is een tweevleugelige uit de familie steltmuggen (Limoniidae). De soort komt voor in het Oriëntaals gebied.